# Perspectiva invertida

Perspectiva lineal de un cubo (izquierda) y perspectiva inversa (derecha). El plano de visualización se muestra en azul, con el punto de proyección donde se encuentran las líneas rojas.

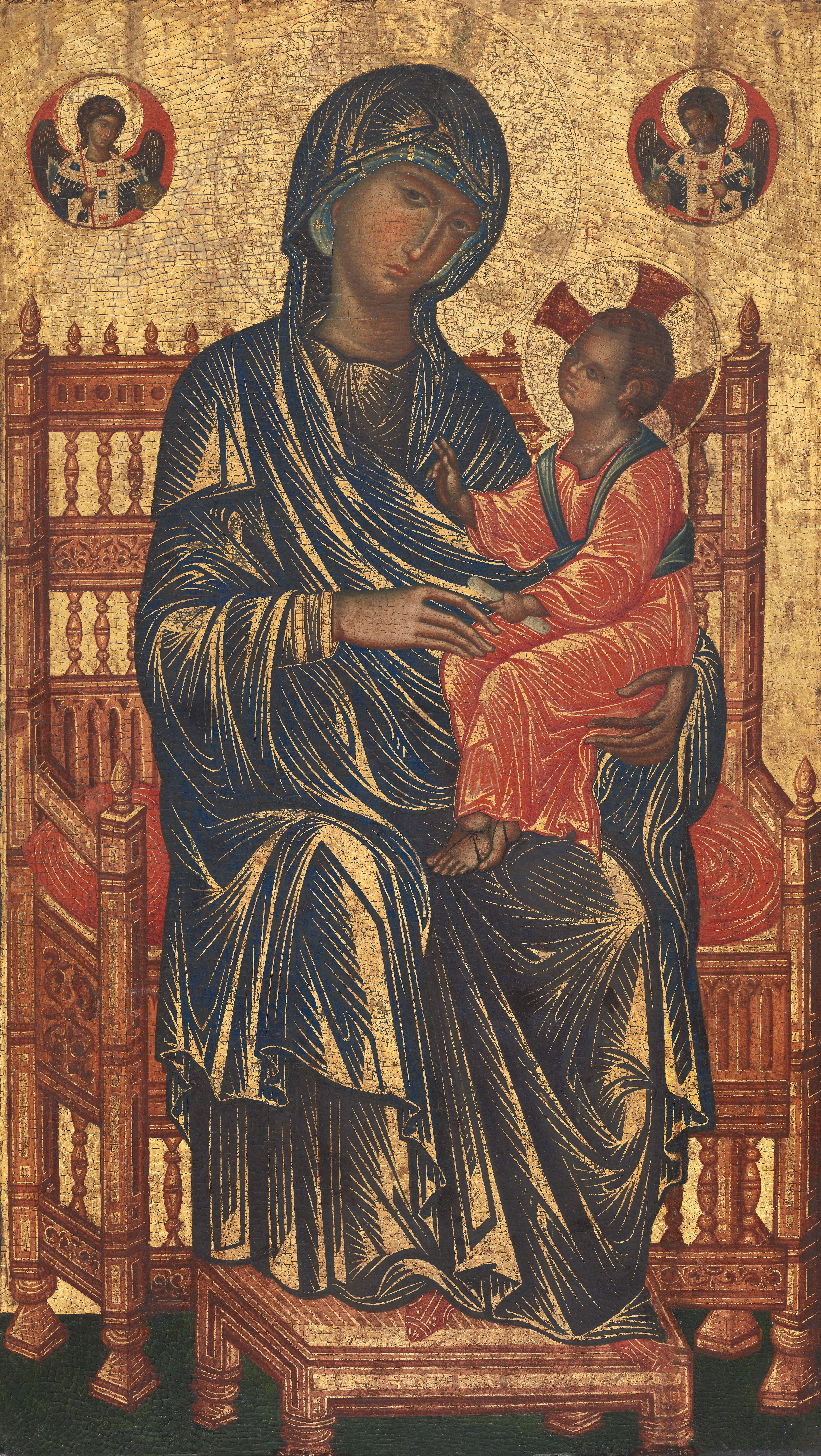
El trono y el escabel de este ícono muestran una perspectiva inversa, con líneas que convergen hacia el espectador.

Perspectiva invertida, también llamada perspectiva inversa, perspectiva divergente, o perspectiva bizantina, es una forma de dibujo en perspectiva en el que los objetos representados en una escena se colocan entre el punto proyectivo y el plano de observación. Esto tiene el efecto visual de que los objetos más alejados del plano de visión se dibujan como más grandes, y los objetos más cercanos se dibujan como más pequeños, en contraste con la perspectiva lineal más convencional para la cual los objetos más cercanos parecen más grandes. Las líneas que son paralelas en el espacio tridimensional se dibujan como divergentes con respecto al horizonte, en lugar de converger como lo hacen en perspectiva lineal. Técnicamente, los puntos de fuga se colocan fuera de la pintura con la ilusión de que están "delante de" la pintura.
El nombre de perspectiva bizantina proviene del uso de esta perspectiva en íconos bizantinos y ortodoxos rusos; también se encuentra en el arte de muchas culturas prerrenacentistas, y a veces se usaba en el Cubismo y en otros movimientos de Arte moderno, así como en los dibujos de los niños. Los motivos de la convención todavía se debaten entre los historiadores del arte; dado que los artistas interesados en formar la convención no tuvieron acceso a la convención de perspectiva lineal más realista, no está claro cuán deliberados fueron los efectos logrados.